# Guilherme Marques
Guilherme Luiz Marques (Juiz de Fora, 26 juni 1969), spelersnaam Guilherme, is een voormalig Braziliaans beachvolleyballer. Met Rogério Ferreira won hij in 1997 de wereldtitel en in 1998 het eindklassement van de FIVB World Tour.

## Carrière

### 1989 tot en met 1996
Guilherme debuteerde in 1989 in Rio de Janeiro met André Lima in de World Tour. Het duo nam het jaar daarop deel aan drie FIVB-toernooien en boekte een overwinning in Sète. Begin 1991 eindigden ze als derde in Rio de Janeiro en als tweede Sydney en in het aansluitende seizoen speelden ze zes wedstrijden; ze werden tweemaal tweede (Yokohama en Sydney), driemaal derde (Cap d'Agde, Cattolica en Almería) en eenmaal vijfde (Rio de Janeiro). In het seizoen 1992/93 behaalde het duo de derde plaats in Almería en de negende plaats in Lignano. Van 1994 tot en met het einde van zijn beachvolleybalcarrière in 2000 vormde Guilherme een team met Rogério Ferreira. Het tweetal eindigde het eerste seizoen als derde in Fortaleza en als vijfde in Rio de Janeiro. Het seizoen daarop namen ze deel aan negen toernooien waarbij ze zesmaal buiten de top tien eindigden en driemaal op het podium; in Busan en Oostende werden ze tweede en in Fortaleza derde. In 1996 boekte het tweetal aan het eind van het jaar hun eerste overwinning in de World Tour in Durban. Van tevoren behaalden ze vier tweede plaatsen (Berlijn, Pornichet, Carolina en Fortaleza) in de twaalf overige wedstrijden.

### 1997 tot en met 2000
In 1997 waren ze actief op negen reguliere FIVB-toernooien en behaalden ze onder meer een overwinning in Marseille en tweede plaatsen in Berlijn en Alanya. In Los Angeles wonnen ze bovendien de titel bij de eerste officiële wereldkampioenschappen beachvolleybal door het Amerikaanse duo Mike Whitmarsh en Canyon Ceman in de finale te verslaan. Het jaar daarop namen Guilherme en Pará deel aan dertien toernooien in de World Tour. Ze boekten overwinningen in Lignano, Moskou en Vitória en wonnen bovendien de gouden medaille bij de Goodwill Games in New York ten koste van de Amerikanen Karch Kiraly en Adam Johnson. Daarnaast werden ze eenmaal tweede (Berlijn) en tweemaal derde (Espinho en Alanya). Het duo won daarmee het eindklassement van de World Tour. Met Carlos Garrido eindigde Guilherme verder als tweede in Fortaleza.
In 1999 begonnen Guilherme en Pará met een derde plaats in Mar del Plata en een tweede plaats in Acapulco. Na een zevende plaats in Toronto, een vijfde plaats in Moskou en een dertiende plaats in Berlijn eindigde het duo in Lignano en Stavanger tweemaal als tweede. Bij de WK in Marseille bereikten ze de halve finale die ze verloren van de Zwitserse broers Martin en Paul Laciga. In de wedstrijd om het brons versloegen ze daarna het Spaanse duo Javier Bosma en Fabio Díez. Na afloop van de WK werden ze derde in Klagenfurt, tweede in Espinho, vijfde in Oostende, tweede in Tenerife en zeventiende in Vitória. In 2000 deden Guilherme en Pará mee aan zeven toernooien waarbij ze niet verder kwamen dan een zevende plaats in Macau. In juli dat jaar speelde Guilherme in Chicago zijn laatste wedstrijd in de World Tour.

## Palmares
Kampioenschappen
- 1997:  WK
- 1998:  Goodwill Games
- 1999:  WK

FIVB World Tour
- 1990:  Sète Open
- 1991:  Rio de Janeiro Open
- 1991:  Sydney Open
- 1991:  Yokohama Open
- 1991:  Cap d'Agde Open
- 1991:  Cattolica Open
- 1991:  Almería Open
- 1992:  Sydney Open
- 1992:  Almería Open
- 1994:  Fortaleza Open
- 1995:  Busan Open
- 1995:  Oostende Open
- 1995:  Fortaleza Open
- 1996:  World Series Berlijn
- 1996:  Grand Slam Pornichet
- 1996:  World Series Carolina

- 1996:  World Series Fortaleza
- 1996:  World Series Durban
- 1997:  Berlijn Open
- 1997:  Marseille Open
- 1997:  Alanya Open
- 1997:  Fortaleza Open
- 1998:  Berlijn Open
- 1998:  Lignano Open
- 1998:  Espinho Open
- 1998:  Moskou Open
- 1998:  Alanya Open
- 1998:  Vitória Open
- 1998:  FIVB World Tour
- 1999:  Mar del Plata Open
- 1999:  Acapulco Open
- 1999:  Stavanger Open
- 1999:  Lignano Open
- 1999:  Klagenfurt Open
- 1999:  Espinho Open
- 1999:  Tenerife Open